# Helvi Juvonen
Helvi Juvonen, född 1919, död 1959, var en finländsk poet.
Juvonen skrev religiöst färgad lyrik, och var dels en av de sista stora representanterna för traditionell finsk poesistil, dels en representant för 1950-talets modernism. Karakteristiskt för Juvonen är hennes kraftfulla och smidiga språk, ett personligt präglat bildspråk samt förmågan att öppna breda och djupa perspektiv med utgångspunkt i detaljer.
Hon är begravd på Sandudds begravningsplats i Helsingfors.

## Priser och utmärkelser
- 1957 – Eino Leino-priset[3]

## På svenska
- Berggrunden (urval, översättning och inledning: Martti Soutkari) (Ellerströms, 2001)